# Muktuk

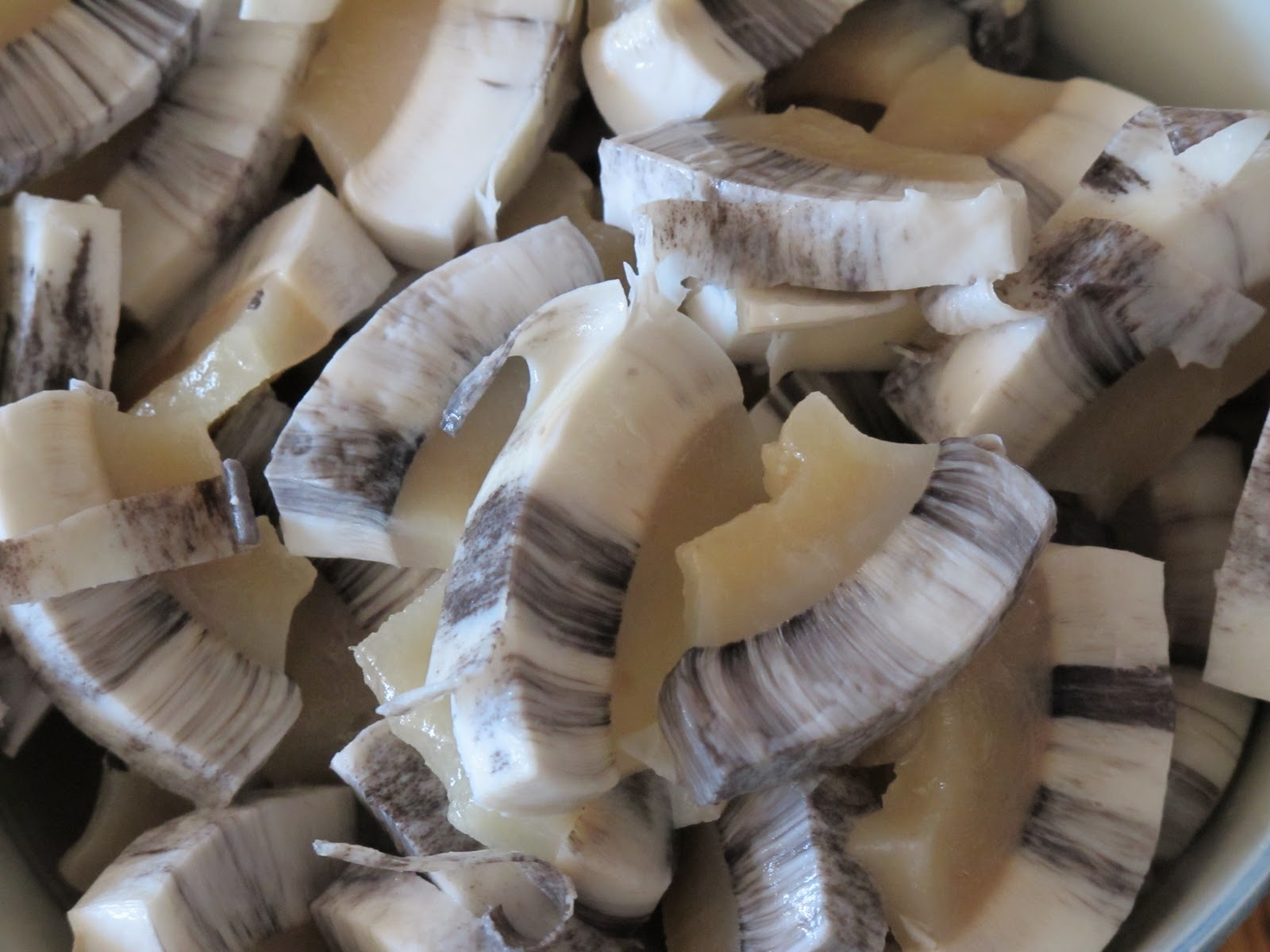
Muktuk troceado y preparado.

Muktuk es un platillo tradicional Inuit y Chukchi, consistente en piel y grasa de ballena congelada.

## Descripción

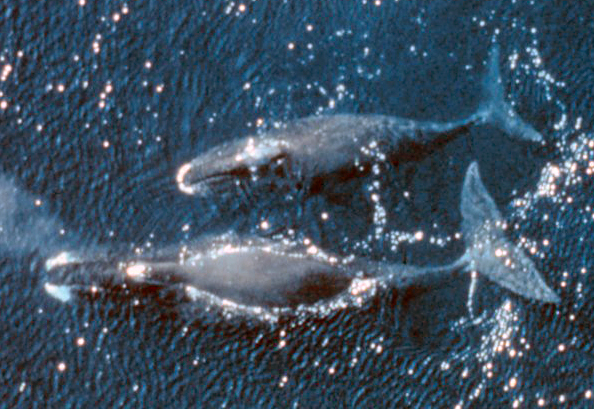
Una ballena boreal, cuya piel es utilizada muy frecuentemente para preparar muktuk.

En general, el muktuk se prepara con la piel y la grasa de la ballena boreal, si bien también se pueden utilizar la ballena beluga y el narval. Por lo general el muktuk es consumido crudo, pero en la actualidad a veces se cortan la piel y la grasa en dados pequeños, que se empana y fríen para su servicio con salsa de soja. A pesar de que usualmente se consume crudo, puede comerse congelado o cocido. También se prepara como encurtido. Cuando se la mastica en crudo, la grasa se torna aceitosa, con un recuerdo organoléptico de sabor a nuez. Si no se corta en trozos pequeños, la piel tiene una consistencia gomosa.
En Groenlandia, Canadá y otras comunidades inuit, el muktuk (mattak o muktaag) se vende comercialmente en las factorías de pescado,

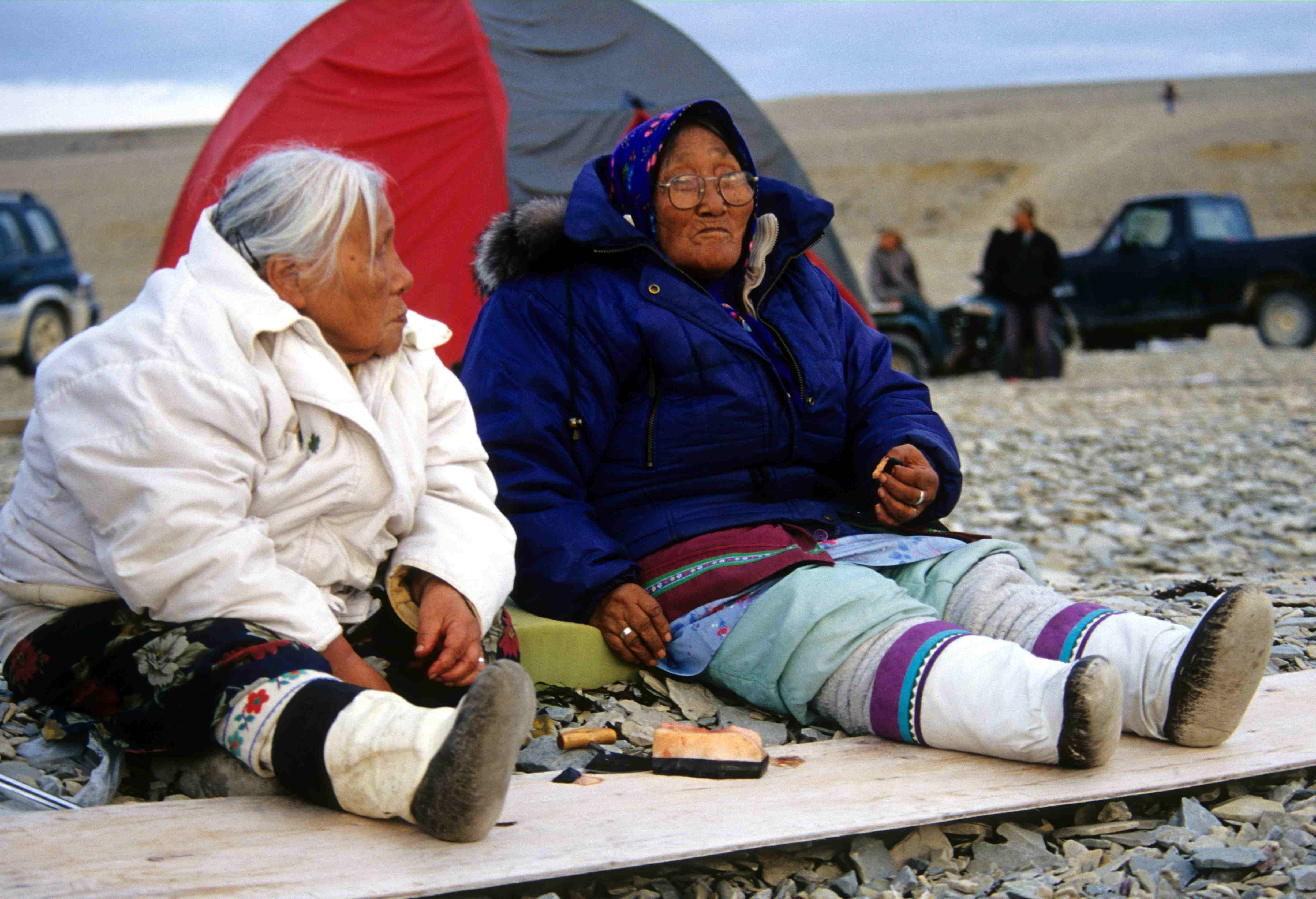
Ancianos compartiendo maktaaq, 2002

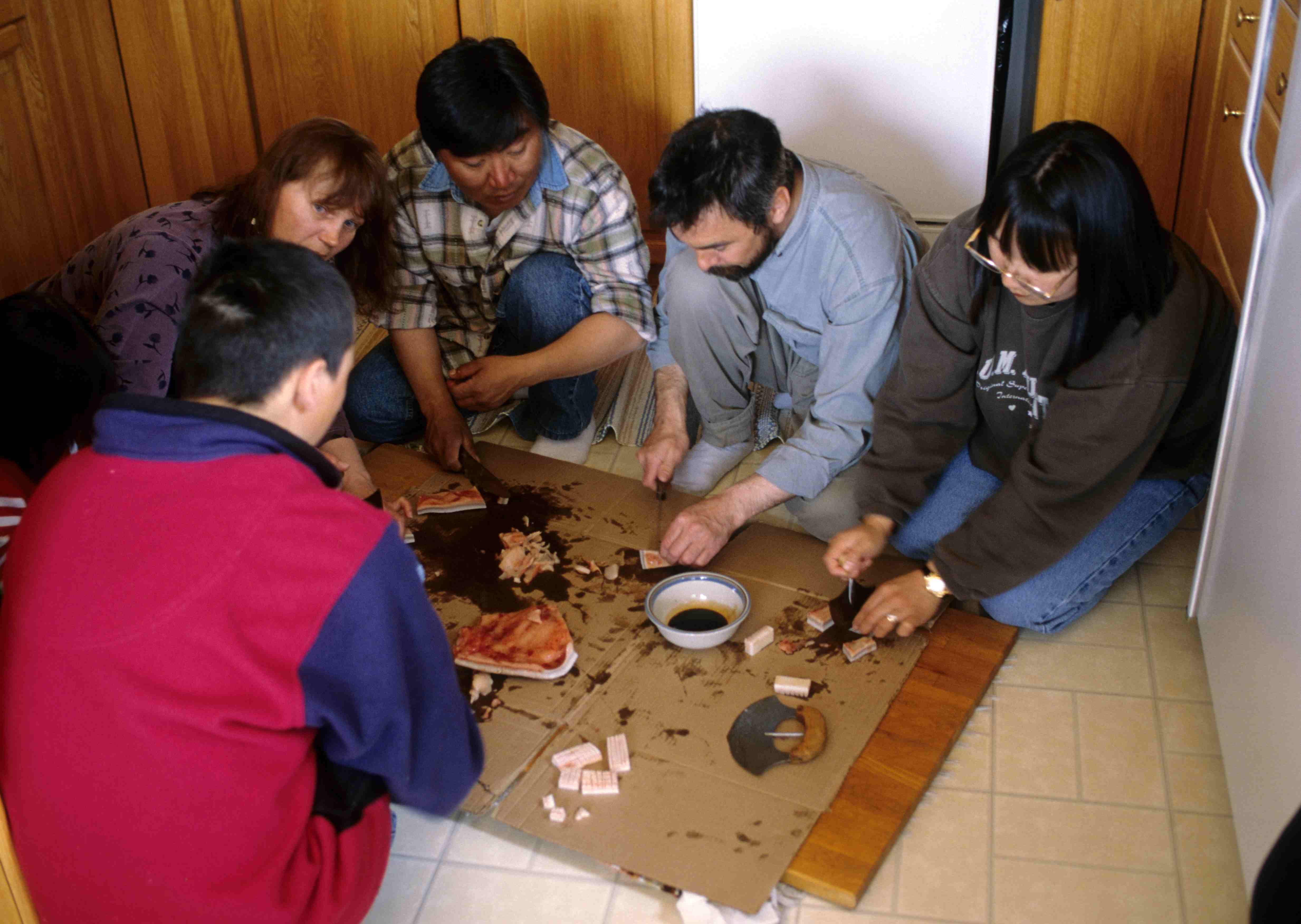
Un grupo de personas comiendo muktuk, 1997

El muktuk es fuente de vitamina C. La epidermis contiene hasta 38 mg por 100 gr. Por ello, era utilizado para prevenir el escorbuto por los exploradores árticos británicos. La grasa también es una fuente de vitamina D.
Conforme las ballenas crecen, el mercurio se acumula en sus hígados, riñones, músculos y tejidos grasos, en donde también se fija el cadmio. También puede contener PCBs, sustancias carcinógenas que dañan los sistemas nervioso, inmune y reproductivo del ser humano, bioacumulados de la red de alimentos marinos, así como otros contaminantes.